# Europe des Vingt-Sept (2020)

En bleu, les États membres de l'Europe des Vingt-Sept (depuis 2020).

Ne doit pas être confondu avec Europe des Vingt-Sept (2007).
Cet article court présente un sujet plus développé dans : Élargissement de l'Union européenne.
L'Europe des Vingt-Sept ou Union européenne des Vingt-Sept (abrégée UE-27 ou UE27) est l'ensemble des pays membres de l'Union européenne depuis le 31 janvier 2020, à la suite du Brexit.

## Membres
Par ordre d'entrée :
- Allemagne
- Belgique
- France
- Italie
- Luxembourg
- Pays-Bas
- Danemark
- Irlande
- Grèce
- Espagne
- Portugal
- Autriche
- Finlande
- Suède
- Chypre
- Estonie
- Hongrie
- Lettonie
- Lituanie
- Malte
- Pologne
- Tchéquie
- Slovaquie
- Slovénie
- Bulgarie
- Roumanie
- Croatie

## Historique
À la suite du référendum sur l'appartenance du Royaume-Uni à l'Union européenne qui s'est tenu en 2016, le Royaume-Uni sort officiellement de l'UE en 2020 à la suite d'une procédure de négociations appelée communément « Brexit ». L'Union européenne compte alors de nouveau vingt-sept États membres.
Durant la phase de négociations, le terme est fréquemment repris dans les médias pour distinguer le Royaume-Uni des autres États membres ou bien lors des sommets dont les dirigeants britanniques sont exclus.